# Ángela Carrasco Rodríguez
Ángela Altagracia Carrasco Rodríguez (Pepillo Salcedo, Monte Cristi; 23 de gener de 1952), més coneguda artísticament com Ángela Carrasco és una cantautora, actriu i professora de cant dominicana.
Abans del seu èxit com a cantant, Carrasco va participar com a actriu el 1975 fent de Maria Magdalena en la versió espanyola de l'òpera-rock Jesucristo Superstar, amb Camilo Sesto; a més d'actuar en diverses obres musicals i programes televisius espanyols.
En els seus més de 45 anys de carrera i amb diversos discos gravats, Ángela Carrasco ha guanyat diversos premis musicals. El 2009, va ser honrada amb un premi especial Casandra en la XXV edició dels guardons a la República Dominicana, i el 2015 se li va concedir el premi a l'excel·lència musical en els Premis Grammy Llatins per les seves contribucions artístiques.